# Leeds Atheist Society
Leeds Atheist Society est une association affilée à l'Université de Leeds qui promeut la libre-pensée. Elle est constituée sous la forme d'une société étudiante basée à l'Université de Leeds. Elle a été fondée en 2006 et est depuis devenue l'une des sociétés d’étudiants les plus connues au Royaume-Uni en matière de défense de la libre-pensée. Elle a contribué à la création de la Fédération nationale des sociétés d’étudiants athées, humanistes et laïques. 

## Activisme
Le groupe a été victime de plusieurs événements liés à son activité. En 2007, le groupe a déposé une plainte pour discrimination contre le président interconfessionnel. En 2009, la semaine de sensibilisation du groupe a été éclipsée par les menaces de mort proférées à l'encontre de membres de la société et par le vandalisme sur les biens de la société, suite d'un débat houleux avec la Société islamique. 
Le groupe a également été régulièrement victime de vols ou de dégradations de ses banderoles et affiches. 